# Aegeria gloriosa
Aegeria gloriosa is een vlinder uit de familie van de wespvlinders (Sesiidae). De wetenschappelijke naam van de soort is voor het eerst geldig gepubliceerd in 1914 door Le Cerf.